# محرك رولز رويس بوزارد

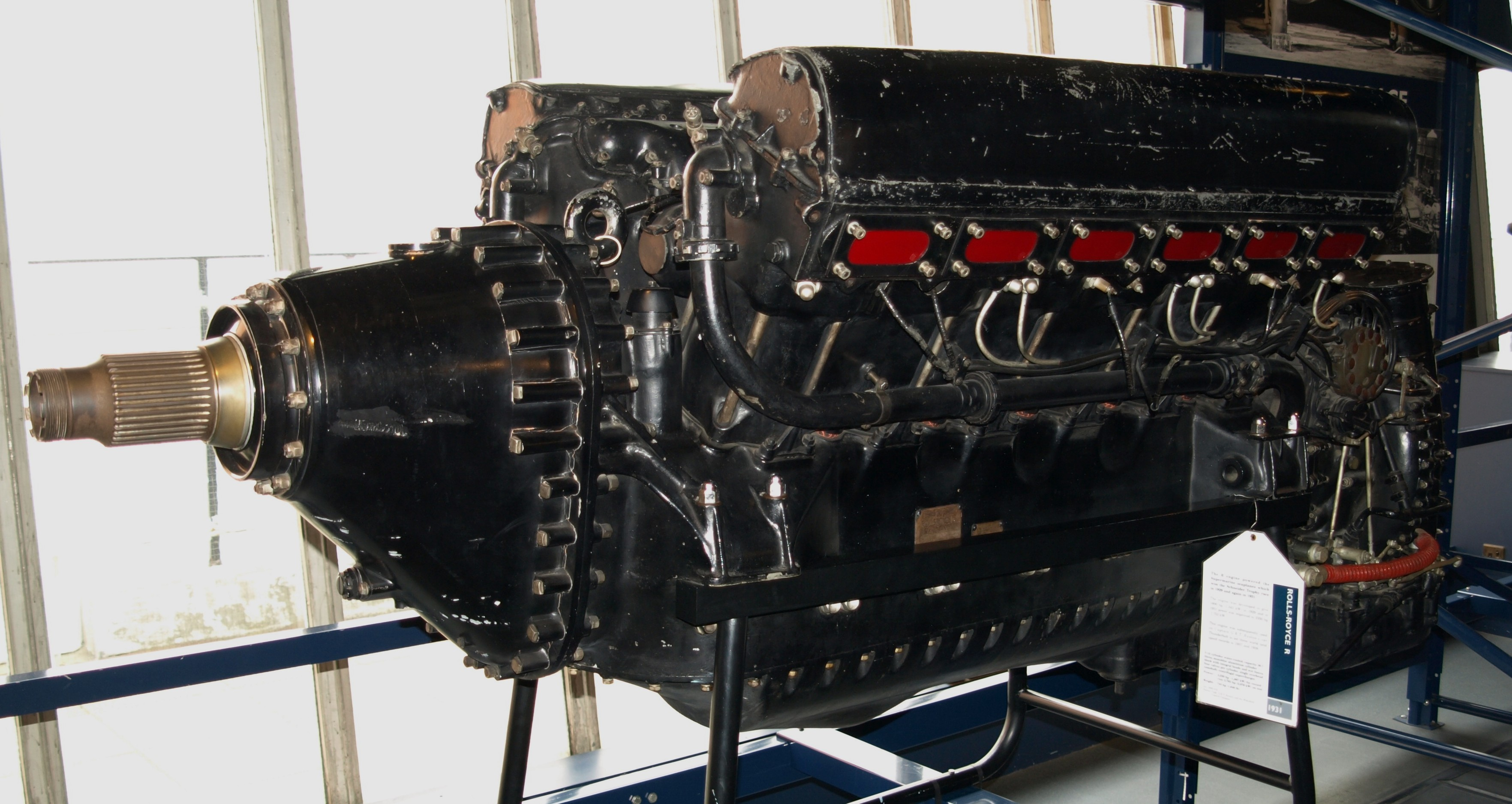
رولز رويس آر

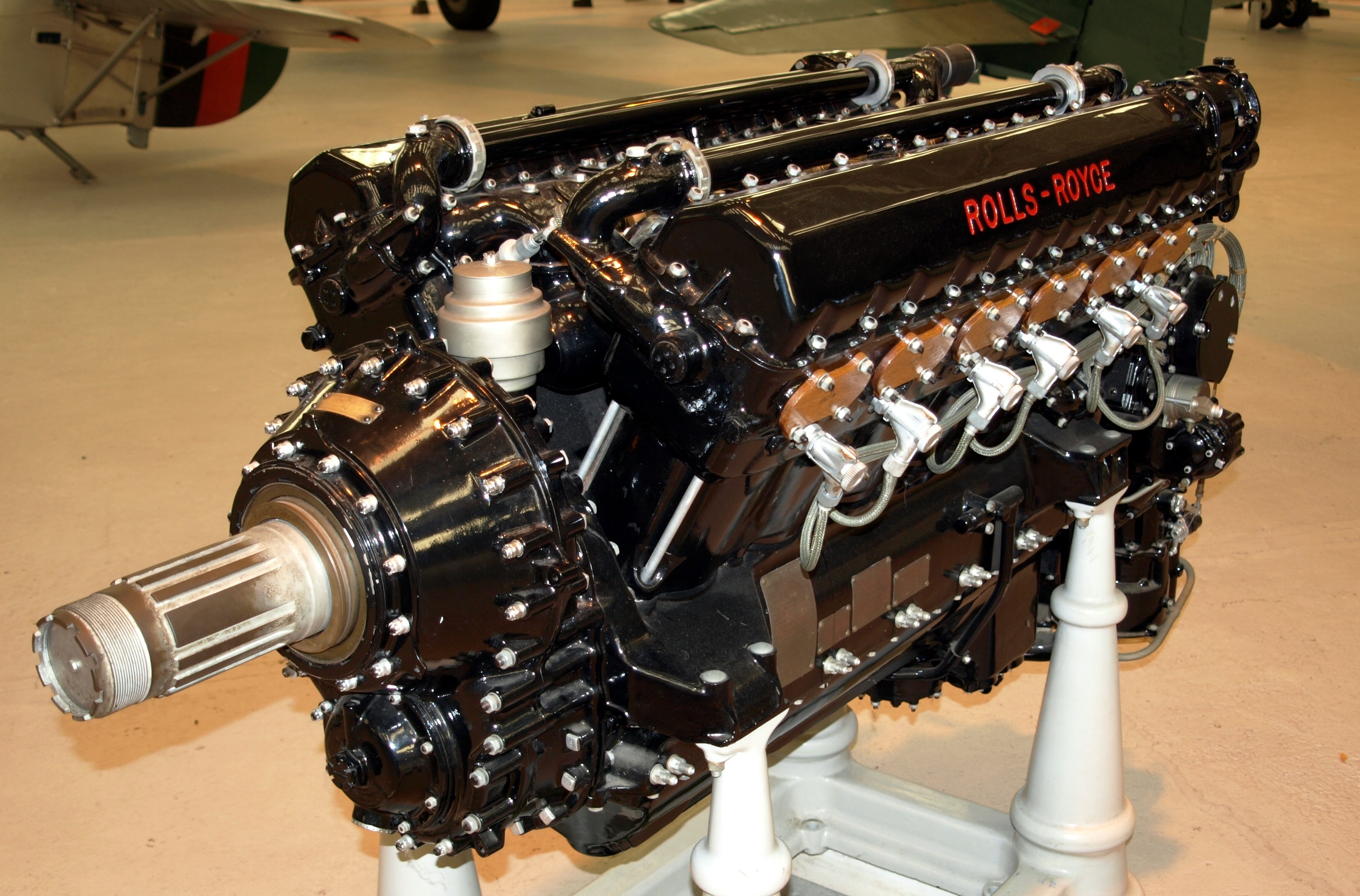
رولز رويس كيستريل

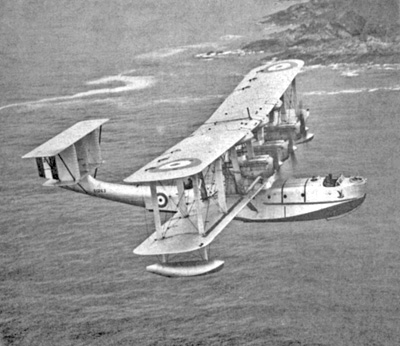
بلاكبيرن إيرس

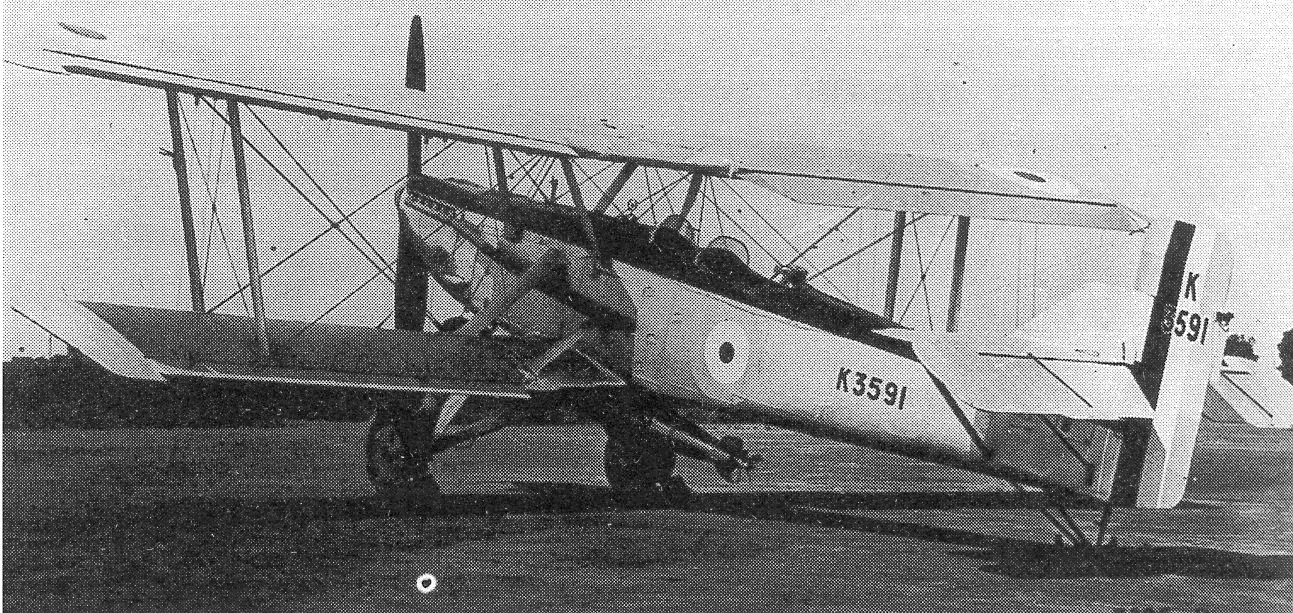
بلاكبيرن إم 30/1

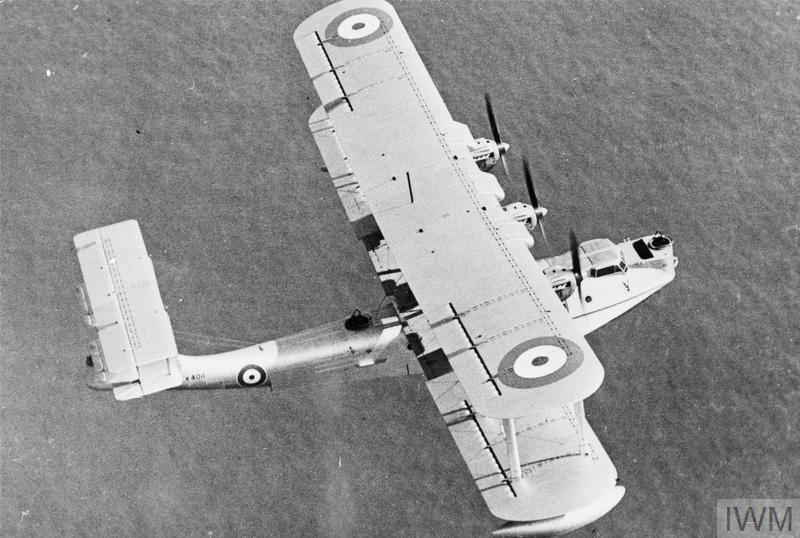
هاندلي بيدج إتش.بي.46

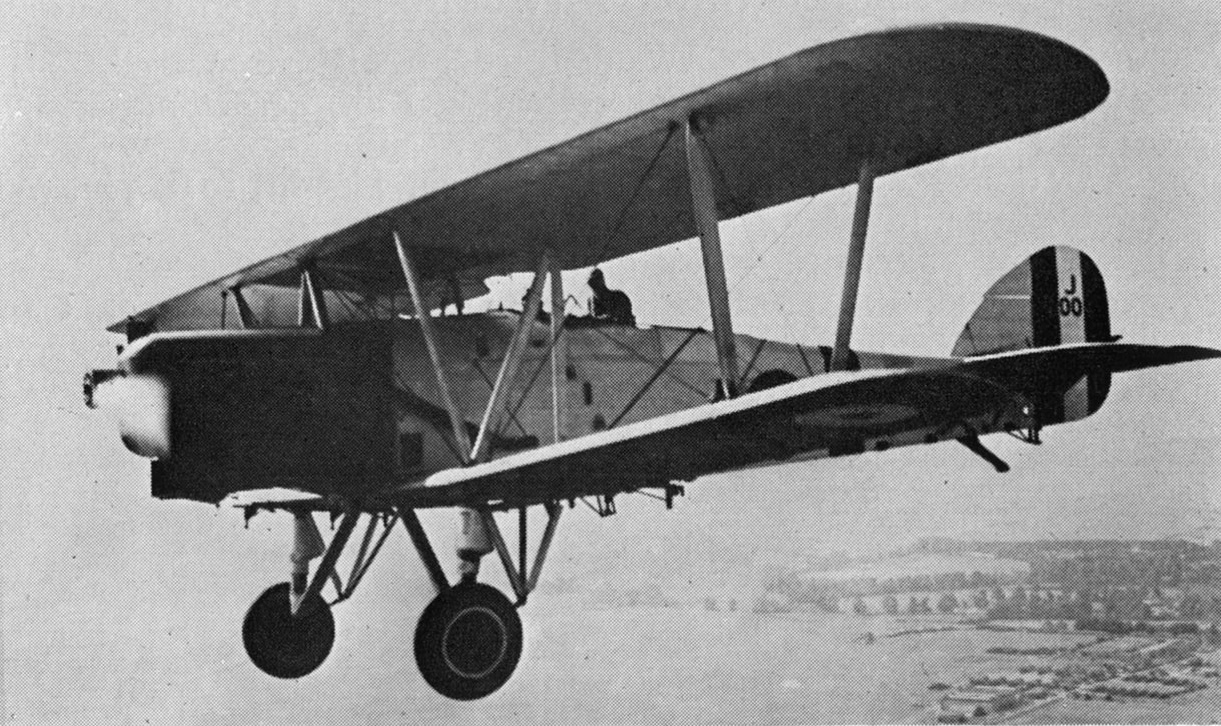
هوكر هورسلي

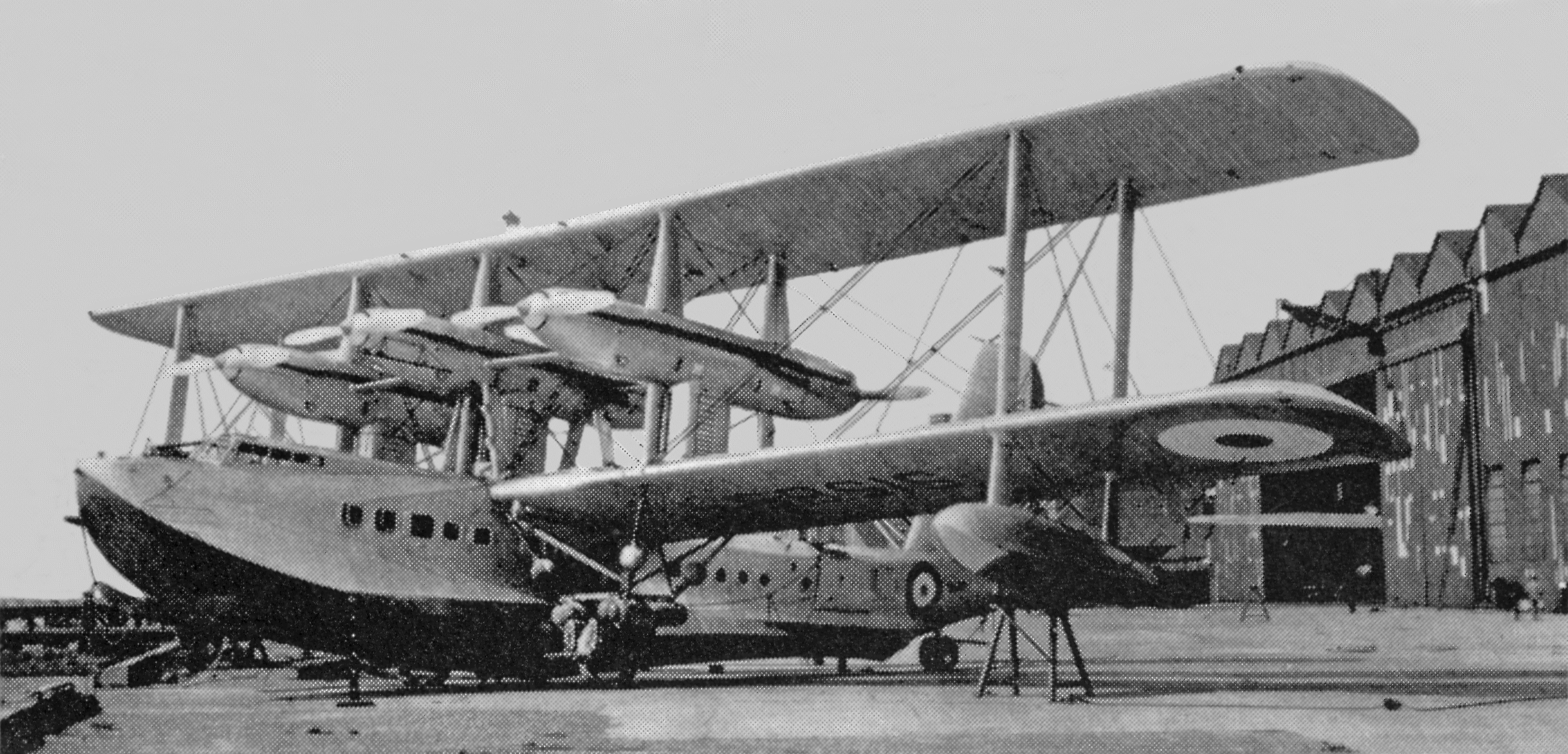
شورت سارافند

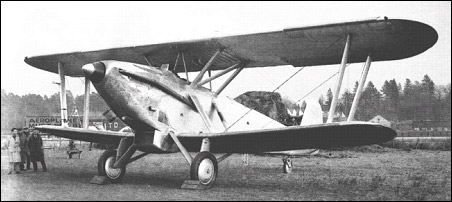
فيكرز النوع 207

رولز رويس بوزارد (يُدعى أيضا المحرك H) كان محرك طائرة بريطاني، تبلغ سعته 36.7 لتر (2240 بوصة مكعب)، و تبلغ قدرته الناتجة 800 حصان (600 كيلو وات).
ُصمم و ُصنع المحرك بواسطة رولز رويس المحدودة، و تكون من 12 أسطوانة متصلين على شكل حرف v، بلغ قطر الأسطوانة 6 بوصة بينما طول شوط المكبس 6.6 بوصة.
ُصنع المحرك في أواخر العشرينيات من 1920، لكن بيع منه 100 وحدة فقط. وكان محرك رولز رويس أر الحائز على جائزة شنيدر تروفي أكثر تطورا منه. تطور محرك البوزارد بتكبير محرك رولز رويس كيستريل بنسبة 5.6:1.

## الأنواع
- بوزارد 1 إم إس (إتش. إكس 1 إم إس)

ظهر في عام 1927 و بلغت قدرته القصوى 955 حصان (712 كيلو وات)، و تم إنتاج 9 محركات منه في ديربي.
- بوزارد 2 إم إس (إتش. إكس 2 إم إس)

تواجد في الفترة بين 1932-1933، و بلغت قدرته القصوى 955 حصان (712 كيلو وات)، بينما تم تخفيض نسبة قيادة المروحة الدافعة إلى 0.533:1. وأنتج منه 69 محرك في ديربي.
- بوزارد 3 إم إس (إتش. إكس 4 إم إس)

تواجد في الفترة بين 1931-1933، و بلغت قدرته القصوى 937 حصان (699 كيلو وات)، بينما تم تخفيض نسبة قيادة المروحة الدافعة إلى 0.477:1. و أنتج منه 22 محرك في ديربي.

## التطبيقات
- بلاكبيرن إيرس.
- بلاكبيرن إم 30/1.
- بلاكبيرن بيرث.
- هاندلي بيدج إتش.بي.46.
- هوكر هورسلي
- كاوانيشي إتش 3 كيه.
- شورت سارافند.
- فيكرز النوع 207.

## مواصفات (بوزارد 1 إم إس)

### مواصفات عامة
- النوع:محرك طائرة مكبسي من الشكل v ، يحتوي على 12 أسطوانة و يبرد بسائل.
- قطر الاسطوانة: 6بوصة (152.4مم).
- الشوط:6.6بوصة (167.6 مم).
- سعة المحرك:2239.3 بوصة تكعيب (36.7 لتر).
- الطول:75.7بوصة (1923 مم).
- العرض:30.6 بوصة (777مم).
- الارتفاع:44.4بوصة (1128مم).
- الوزن:1140 باوند (517كجم).

### المكونات
- الصمامات: عمود حدبات علوي (بالإنجليزية: Overhead camshaft).
- شاحن عنفي: مكون من مرحلة واحدة.
- نوع الوقود:بترولأوكتان 73-77.
- نظام التبريد: تبريد بسائل.

### الأداء
- القدرة الناتجة:800 حصان (600 كيلو وات).
- القدرة النوعية: 0.36 حصان/بوصة مكعب (16.3 كيلو وات/لتر).
- نسبة الانضغاط: 1:5.5
- نسبة القدرة إلى الوزن: 0.7 حصان/باوند.

## مزيد من القراءة
- Lumsden, Alec. British Piston Engines and their Aircraft. Marlborough, Wiltshire: Airlife Publishing, 2003. ISBN 1-85310-294-6.
- Rubbra, A.A.Rolls-Royce Piston Aero Engines - A Designer Remembers. Rolls-Royce Heritage Trust. Historical Series no 16. 1990. ISBN 1-872922-00-7]

## روابط خارجية
- Flight magazine - Period Rolls-Royce Buzzard advertisement, August 1933